# Gustav Marx
Gustav Marx (* 3. Juni 1855 in Hamburg; † 4. September 1928 in Düsseldorf) war ein deutscher Landschafts- und Pferdemaler der Düsseldorfer Schule.

## Leben
Seine künstlerische Laufbahn begann Marx, der sich ein Malereistudium zunächst nicht leisten konnte, als Lithograf. Erst durch ein Stipendium konnte er sich zum Kunstmaler ausbilden lassen. 1874 kam er hierzu nach Düsseldorf, wo er sich sowohl durch ein Selbststudium fortbildete als auch beim Jagd- und Landschaftsmaler Christian Kröner Unterricht nahm. Eine weitere Ausbildung erhielt er beim Historienmaler Wilhelm Camphausen. Besonderes Interesse wandte Marx der Darstellung von Pferden, der Reiterei, des Pferdesports und des großbürgerlichen Milieus im „eleganten Düsseldorf“ zu. Doch auch Arbeitspferde mit Bauern und Waldarbeitern fanden eine Darstellung in seinem Werk. Als Freilichtmaler bevorzugte Marx Fluss-, See- und Waldlandschaften. Mit einer Reihe von Kaiserporträts streifte er das Feld der Historienmalerei. Seine Malerei begann spätromantisch, entwickelte sich naturalistisch fort und mündete in eine impressionistisch geprägte Auffassung. 1889 wohnte Marx in der Jägerhofstraße 9, unter einer noblen Wohnadresse am Düsseldorfer Hofgarten, unter der auch der frühere Wohnsitz Camphausens verzeichnet ist. Marx war Mitglied des Künstlervereins Malkasten. Auch gehörte er zur Düsseldorfer Künstler-Vereinigung 1899.

## Werke (Auswahl)
- Gemüsekarren, 1878
- Der Maler am Schwanenteich, 1881

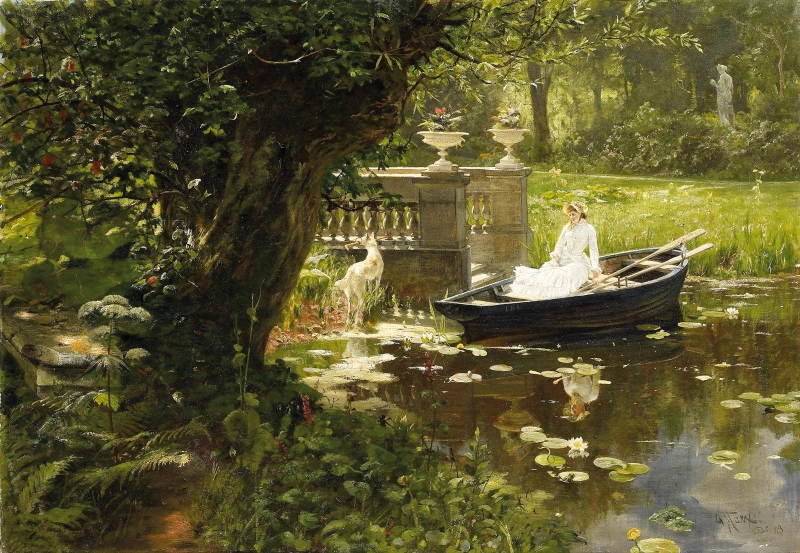
Im Düsseldorfer Hofgarten (Teich im Malkasten-Park), 1883

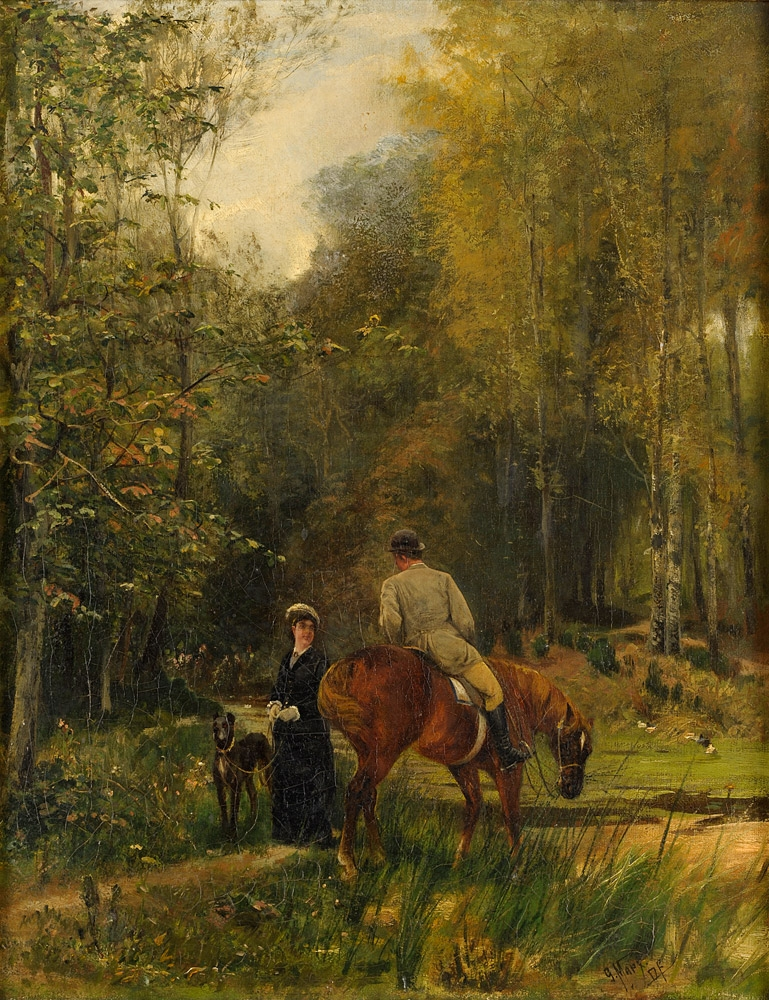
Begegnung am See

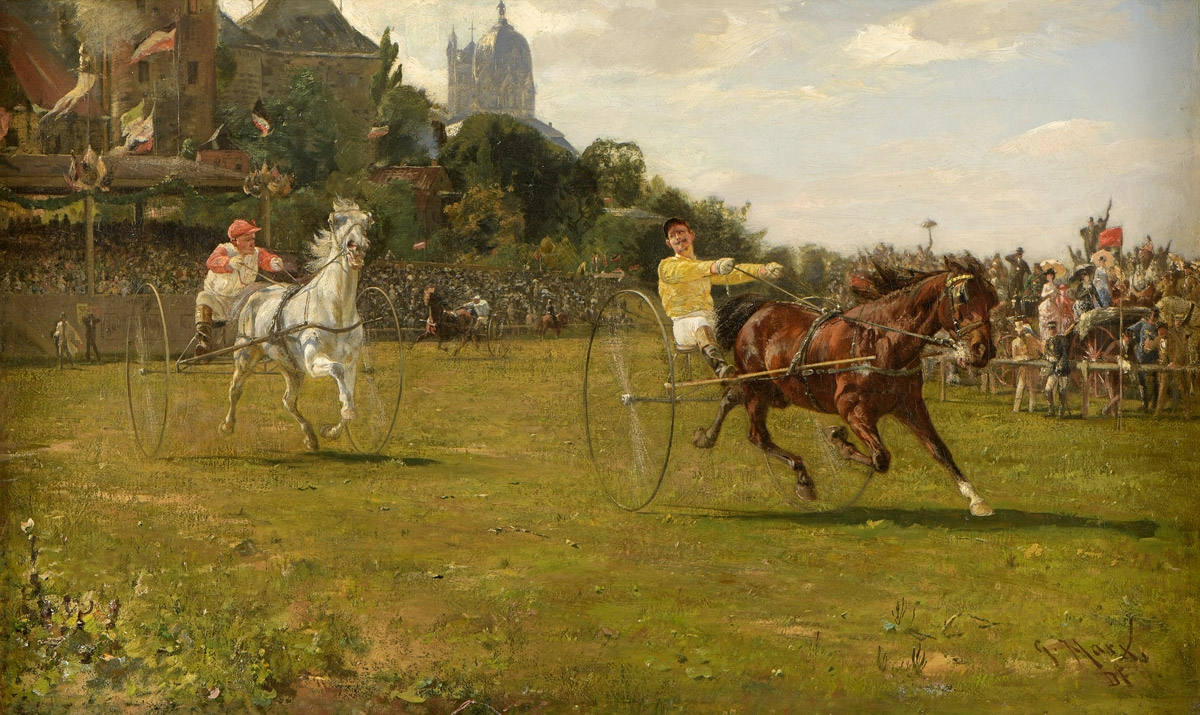
Renntag auf der Neusser Rennbahn

- Im Düsseldorfer Hofgarten (Teich im Malkasten-Park), 1883
- Der Ausritt, 1885
- Kaiser Wilhelm II. zu Pferde während eines Manövers, 1889
- Gaffelschoner auf der Flensburger Förde, 1890
- Partie am Elbeufer bei Hamburg, 1890
- Dame in Weiß, 1891
- Garten-Concert, 1898[4]
- Rosa Mädchen mit Eselsgespann, 1900
- Herrenreiter, 1905
- Der Ausritt, 1907
- Ein Ausritt in schleswig-holsteinischer Landschaft, 1900
- Am Waldrand, 1911
- Blick auf die Elbe von Teufelsbrück, 1912
- Fuchsjagd in herbstlichem Wald, 1913
- Ulan an der Tränke, 1917
- Jagdreiter in Waldlandschaft, 1918
- Wiesenlandschaft am Waldrand, 1918
- Segelboote auf einem norddeutschen See, 1918
- Auf der Jagd, 1922
- Fuchsjagd in der Golzheimer Heide, 1922
- Rider at the lake, 1923
- Waldarbeiter mit seinen Arbeitspferden, 1923
- Holztransport in herbstlichem Buchenwald, 1924
- Die Begegnung am See
- Maler mit seiner Staffelei am Rheinufer
- Waldlichtung mit Birken am Wegrand
- Pflügender Eifelbauer
- Renntag auf der Neusser Rennbahn